# Дагуров, Геннадий Владимирович
Геннадий Владимирович Дагуров (26 ноября [9 декабря] 1909, улус Тараса Боханского аймака Иркутской губернии — 15 ноября 1999, Москва) — советский бурятский поэт, писал на русском языке. Филолог-русист, профессор, доктор филологических наук. Участник Великой Отечественной войны, значительная часть стихов посвящена войне.

## Биография
Родился в бурятской крестьянской семье. Среднее образование получил в Тарасе, Бохане и Иркутске.
С 1928 г., окончив Бурятский педагогический техникум в Улан-Удэ, учительствовал в начальной школе. С октября 1931 по январь 1933 г. учился в Москве на авторском отделении Редакционно-издательского института (РИИН). В 1936 году окончил литфак Московского областного пединститута (МОПИ).
В 1930-х годах активно участвовал в литературной жизни Бурятии, был оргсекретарём Бурят-Монгольского отделения Российской ассоциации пролетарских писателей (РАПП).
В 1937 году, будучи преподавателем зарубежной литературы в Улан-Удэ, опасаясь ареста, ушёл в тайгу, где некоторое время жил охотой и рыболовством, а затем был преподавателем и завучем школы на золотом прииске в Нюкже. После этого перебрался в Москву, а оттуда — в Нальчик, где работал в педагогическом техникуме.
В 1941 году ушёл добровольцем на фронт. В боях Великой Отечественной войны участвовал с марта 1942 года. Служил артиллеристом истребительно-противотанковой батареи, был ранен, контужен. Прошёл боевой путь Харьков — Сталинград — Курская дуга — Белоруссия — Польша — Варшава — Берлин. В последний год войны, получив офицерское звание, работал пропагандистом во фронтовых госпиталях и старшим инструктором Политотдела МЭП-14.
После войны с 1945 по 1949 год работал в Советской оккупационной зоне завучем и учителем русского языка и литературы в советской средней школе в Лейпциге. С 1949 по 1960 год преподавал русский язык и литературу в Свердловском суворовском училище.
В 1961 г. защитил кандидатскую диссертацию, затем до 1965 г. преподавал на кафедре филологии Уральского государственного университета. С 1965 по 1995 год работал в Коломенском пединституте: преподавал общее языкознание, современный русский язык и культуру русской речи, вёл спецкурс «Некодифицируемые высказывания в русском языке» и спецсеминар «Особенности словоупотребления в современной русской поэзии»; с 17 сентября 1973 по 3 октября 1977 г. — декан филологического факультета. 10 июля 1992 г. был избран на должность профессора кафедры русского языка. В апреле 1995 года защитил докторскую диссертацию.
9 сентября 1995 года вышел на пенсию и переехал из Коломны в Москву.
Умер в 1999 году, похоронен на Перепечинском кладбище.

## Творчество
Начал писать стихи с 16 лет, печатался с 1927 года. Его поэзия была одобрена В. Зазубриным, И. Гольдбергом, а также М. Горьким. Его стихи публиковались в газете «Бурят-Монгольская правда», альманахе «Новая Сибирь», в журналах «Сибирские огни», «Байкал», «Урал», в сборнике «Уходил на войну сибиряк» и в других изданиях.
Состоял в дружеских отношениях с поэтами Павлом Васильевым и Солбонэ Туя, переписывался с М. Горьким.
Поэма «Тараса» (в переводе на бурятский язык Ц. Галсанова) была опубликована в 1958 году в «Антологии бурятской поэзии». Широкое признание на родине получила одноимённая книга стихов, вышедшая в 1963 году в Бурятском книжном издательстве.
В 1990-е годы были опубликованы героическая поэма «Павел Балтахинов» (об участнике Гражданской войны комиссаре П. Ц. Балтахинове) с предисловием поэта П. Антокольского (М., 1991) и сборник стихов «Байкальская баллада» (М., 1997).

### Избранные произведения
Источник — электронные каталоги РНБ
- Дагуров Г. В. Грамматически не оформленные высказывания в русском языке : (Учеб. пособие). — М.: МОПИ, 1988. — 96 с. — 500 экз.
- Дагуров Г. В. Живи, трудись как можно дольше  : избранное из разных лет. — М.: БПП, 2009. — (1 электрон. опт. диск (CD-ROM) : Систем. требования: Pentium 4 ; CD-ROM drive ; Windows'2000 ; зв. карта. – На этикетке диска: К 100-летию со дня рождения старейшего поэта Бурятии, д-ра филол. наук, проф. Геннадия Ивановича Даурова). — ISBN 978-5-901746-09-7.
- Дагуров Г. В. Междометия как особый разряд слов : Автореф. дис. … канд. филол. наук. — М., 1960. — 15 с. — 200 экз.
- Дагуров Г. В. Некодифицируемые высказывания в современном русском языке: Автореф. дис. … д-ра филол. наук. — М., 1992. — 33 с.
- Дагуров Г. В. Тараса : Стихи разных лет. — Улан-Удэ: Бурят. кн. изд-во, 1963. — 63 с. — 2000 экз.

### Оценка творчества
Стихи Г. В. Дагурова объединены глубиной содержания, мужественностью выражения чувств и мыслей, отличаются самобытной образностью и яркой колоритностью. Написанные на русском языке, они остаются истинно бурятскими, иногда в них употребляются начальные рифмы согласно традиции бурятского стихосложения. Характерны свежие, оригинальные полные рифмы и разнообразная строфика.

## Награды и звания
- Орден Отечественной войны 1 степени
- Орден Красной Звезды
- Медаль «За освобождение Варшавы»
- медали
- Отличник просвещения СССР.

Гвардии капитан запаса.

## Семья
Супруга (с 17 ноября 1938 года) — Елена Борисовна Тимофеева.

Три сына, один из них — Владимир (25 сентября 1940 — 22 октября 2018) — также стал поэтом.